# J'ai perdu mon corps
Pour plus de détails, voir Fiche technique et Distribution.
J'ai perdu mon corps est un film d'animation français réalisé par Jérémy Clapin, sorti en 2019. Il s'agit d'une adaptation du roman Happy Hand de Guillaume Laurant.
Présenté en première mondiale au Festival de Cannes 2019, il y remporte le Grand prix de la Semaine de la critique. Il reçoit ensuite le Cristal du long métrage au Festival du film d'animation d'Annecy. En 2020, il est nommé pour l'Oscar du meilleur film d'animation et il remporte deux César : meilleur film d'animation et meilleure musique originale.

## Synopsis
Une main coupée s'échappe du réfrigérateur d'un laboratoire et entame un voyage à travers la banlieue parisienne pour se réunir avec son corps, un jeune homme nommé Naoufel. Son histoire est racontée via des flashbacks.
Enfant au Maroc, Naoufel aspire à être pianiste et astronaute et enregistre sa vie quotidienne sur un magnétophone. Lors d'un trajet en voiture, il distrait son père pendant qu'il conduisait, provoquant un accident. Il survit, mais ses deux parents sont tués. Il est obligé de vivre en France avec son oncle émotionnellement distant et son cousin grossier. Jeune adulte, Naoufel travaille comme livreur de pizzas, souvent critiqué par son patron pour son retard. À une occasion, Naoufel livre une pizza à une jeune femme, Gabrielle, dans son immeuble. Ils ne se voient jamais, car Naoufel est incapable de franchir la porte de sécurité défectueuse du hall d'entrée, mais a une conversation via l'interphone, et Naoufel devient amoureux d'elle.
Naoufel suit Gabrielle jusqu'à la bibliothèque où elle travaille et la suit dans un quartier voisin où elle dépose des médicaments à un charpentier, son oncle Gigi. Naoufel, voyant une annonce pour un apprenti dans la vitrine, utilise rapidement cela comme une excuse pour expliquer pourquoi il est là. Gigi hésite mais accepte après avoir appris que Naoufel est orphelin. Naoufel quitte la maison de son oncle et emménage dans un appartement mansardé fourni par Gigi. Il apprend les outils du métier et se rapproche de Gabrielle, bien qu'il ne mentionne jamais leur première rencontre.
Après une conversation sur l'Arctique, Naoufel construit un igloo en bois sur le toit d'un immeuble voisin pour Gabrielle. De retour à la maison un jour, il trouve son cousin en train de parler à Gabrielle et constate qu'il les a tous les deux invités à une fête. Ce soir-là, Naoufel emmène Gabrielle sur les toits, où ils discutent du destin et Naoufel se demande s'il peut être changé en faisant quelque chose d'inattendu, comme sauter du toit sur une grue à proximité. Naoufel montre à Gabrielle l'igloo qu'il a construit et révèle qu'ils s'étaient déjà rencontrés lorsqu'il a livré une pizza. Gabrielle est bouleversée, craignant que Naoufel n'ait profité de Gigi uniquement pour la poursuivre. Gabrielle part en colère. Blessé, Naoufel se rend seul à la fête de son cousin et se lance dans une bagarre ivre. Le lendemain matin, Naoufel va travailler la gueule de bois avec un œil au beurre noir. En coupant du bois sur une scie à ruban, Naoufel est distrait par une mouche et tente de l'attraper, accrochant sa montre à la lame et se coupant la main.
La main atteint finalement Naoufel et se couche sur son lit pendant qu'il dort, mais elle ne peut pas se rattacher et se cache finalement sous le lit. Naoufel, déprimé et sans espoir, revisite son ancien magnétophone, qui a encore des enregistrements de ses parents - y compris le trajet fatal en voiture. Gigi tente de lui parler, mais Naoufel ne répond pas. Gabrielle vient le voir et trouve sa chambre vide. À l'intérieur du placard, elle trouve un igloo que sa main coupée avait construit avec des morceaux de sucre. Après avoir fouillé l'igloo vide sur le toit, Gabrielle trouve l'ancien magnétophone abandonné de Naoufel et y découvre un nouvel enregistrement. En écoutant, elle apprend qu'il avait sauté du rebord et sur la grue comme il l'avait déjà dit.
Après avoir fait le saut, Naoufel s'allonge dans la grue et sourit tout en regardant la ville. Sa main coupée se retire dans la neige.

## Fiche technique
- Titre original : J'ai perdu mon corps
- Titre anglais international : I Lost My Body
- Réalisation : Jérémy Clapin
- Scénario : Jérémy Clapin et Guillaume Laurant, d'après le roman Happy Hand de Guillaume Laurant
- Musique : Dan Levy
- Montage : Benjamin Massoubre
- Production : Marc du Pontavice
- Société de production : Xilam
- SOFICA : Indéfilms 7, Sofitvciné 6
- Studio d'animation : Gaoshan Pictures (animation 3D), Xilam (animation 2D)
- Logiciel d'animation : Blender[2]
- Pays d'origine :  France
- Langue originale : français
- Genre : animation, drame
- Durée : 81 minutes
- Dates de sortie : 
  - France : 17 mai 2019 (Semaine de la Critique / Festival de Cannes ; première mondiale) ; 6 novembre 2019 (sortie nationale)
  - Monde (hors France) : 29 novembre 2019[3] (Netflix)

## Distribution
Sauf indication contraire, les informations mentionnées dans cette section peuvent être confirmées par la base de données cinématographiques IMDb,  présente dans la section « Liens externes ».
- Hakim Faris : Naoufel
- Victoire Du Bois : Gabrielle
- Patrick d'Assumçao : Gigi
- Alphonse Arfi : Naoufel enfant
- Hichem Mesbah : le père
- Myriam Loucif : la mère
- Bellamine Abdelmalek : Raouf
- Maud Le Guénédal : la bibliothécaire
- Nicole Favart : Madame Lussac
- Quentin Baillot : le patron de la pizzeria
- Céline Ronté : la mère du bébé
- Deborah Grall : la copine de Raouf
- Pascal Rocher : le pianiste aveugle
- Bruno Hausler : l'automobiliste et éboueur
- Jocelyn Veluire : le commentateur de foot et reportage
- Raymond Hosni : le professeur de faculté
- Guillaume Desmarchellier : voix d'ambiance

## Production
En 2012, le producteur Marc du Pontavice contacte Jérémy Clapin pour lui proposer d'adapter Happy Hand de Guillaume Laurant.
Le réalisateur Jérémy Clapin voulait éviter que la main ressemble à « la Chose » dans La Famille Adams. D'où pour lui, la nécessité de trouver à ce membre son propre « langage corporel ». Le réalisateur voulait que le personnage principal soit peu à l'aise dans son corps et « quelqu'un de déraciné »: « Le fait qu’il vienne du Maroc, renforce l’idée d’un paradis perdu, d’un passé lumineux qui tranche avec son arrivée terne à Paris.»
Le budget du film s'élève à 5 millions d'euros selon son producteur Marc du Pontavice.

### Tournage
Une partie de la fabrication (layout, décors et animation 2D) a été réalisée à Xilam Studio installé sur le Pôle PIXEL à Villeurbanne (Rhône).

## Accueil

### Accueil critique
En France, le site Allociné propose une moyenne des critiques presse de 4,4/5. La rédaction de Télérama lui attribue sa meilleure note avec 4T et le programme pour son festival 2020 parmi les 16 films 2019 à ne pas rater.
Dans Cahiers du cinéma, Florence Maillard conclut ainsi sa critique « ...dans ce film où la mort et la tristesse rôdent autour d'un héros attachant et fragile, tout concourt à exprimer sans relâche ce que c'est que se sentir vivant. Pour matérialiser ce courant, l'animation, loin d'être sans corps, apparaît ici comme un conducteur magique ».
Le journal Libération se montre plus mitigé : « L'intelligence de J'ai perdu mon corps est un peu malmenée ou atténuée par des choix de bande-son envahissante et un souffle parfois court dans les moments qu'on attendrait plus violemment lyriques ou gracieux ».

### Box-office
- France : 157 009 entrées[13]

## Distinctions

### Récompenses
- Festival de Cannes 2019 : Grand prix de la Semaine de la critique[14]
- Festival international du film d'animation d'Annecy 2019 : Cristal du long métrage et Prix du public[15].
- Grand prix 2019 du Animation Is Film Festival à Los Angeles[16]
- FEFFS 2019 : partage la Cigogne d’or du meilleur film d’animation avec Ailleurs de Gints Zilbalodis [17]
- Festival international du film de Catalogne 2019 : prix de la meilleure musique[18]
- Prix du meilleur film indépendant, prix du meilleur scénario, prix de la meilleure musique aux Annie Awards 2020[19]
- Lumières de la presse internationale 2020 : Meilleur film d'animation[20]
- César 2020 :
  - Meilleur long métrage d'animation
  - Meilleure musique originale[21]

### Sélections
- Festival du film de Cabourg 2019 : sélection en section Panorama
- Festival international du film de Stockholm 2019 : sélection en compétition

### Nominations
- Oscars 2020 : Meilleur film d'animation
- César 2020 : Meilleure adaptation